# Le Retour du Chevalier Noir
Le Retour du Chevalier Noir est une histoire en bande dessinée de Don Rosa. Elle met en scène Picsou, Donald Duck, leurs neveux Riri, Fifi et Loulou, Géo Trouvetou, Miss Frappe et Arpène Lucien.

## Synopsis
Alors que Picsou présente à Donald son exposition sur sa collection de trésors dans le musée de Donaldville, ils se retrouvent nez-à-nez avec le Français Lucien Arpène, qui est en fait le Chevalier Noir, le plus célèbre voleur du monde, contre qui Picsou avait déjà été confronté. Lucien Arpène veut couronner sa carrière criminelle en volant l'intégralité du coffre-fort de Picsou ; s'engage alors une chassé-croisé entre le Chevalier Noir et Picsou.

## Fiche technique
- Code de l'histoire : D 2003-235
- Éditeur : Egmont (Danemark)
- Titre de première publication : Den sorte ridder glorper igen (danois), Den sorte ridder slår til igjen (norvégien), Svarte Riddaren glorpar igen (suédois)
- Titre en anglais : The Black Knight GLORPS again! (Le Chevalier Noir GLORPS encore!)
- Titre en français : Le Retour du Chevalier Noir
- Nombre de planches : 25. Une 26e planche sert de résumé pour les publications en deux parties. Géo Trouvetou regarde le résumé des événements dans une édition spéciale du journal télévisé.
- Scénariste et dessinateur : Don Rosa
- Première publication : Anders And & CO. (Danemark), Donald Duck & Co (Norvège) et Kalle Anka & Co, no 27-28, 24 juin 2004.
- Première publication en France : Picsou Magazine no 397.
- Première publication aux États-Unis et de la 2e version : Uncle Scrooge no 354, juin 2006.

Il existe deux versions de cette histoire à cause des peintures que Don Rosa fait collectionner par Picsou. Dès la première version, la volonté du dessinateur est de reproduire les peintures que Barks a réalisées pendant sa retraite. Cependant, son éditeur chez Egmont signale qu'il est impossible de les reproduire dans un format si petit, surtout qu'elles sont dépourvues de traits noirs entre les couleurs. Don Rosa parodie alors des peintures contemporaines de Maurits Cornelis Escher et Salvador Dalí sur le thème de l'argent. En 2006, lorsque se prépare l'édition chez Gemstone, l'éditeur Dave Gerstein parvient à reproduire l'idée originelle de Don Rosa qui paraît dans Uncle Scrooge,.